# Zulfikar Ali Buto
Zulfikar Ali Buto (Larkana, 5. siječnja 1928. – 4. travnja 1979.), četvrti predsjednik neovisnog Pakistana. Osnivač je Pakistanske narodne stranke koja je jedna od najvećih i najjačih stranaka Pakistana. Od 1973. godine bio je predsjednik vlade koja je priznala neovisnost Bangladeša. U srpnju 1977. godine zbacio ga je general Muhammad Zia-ul-Haq, a u ožujku 1978. godine osuđen je na smrt pod optužbom da je naredio ubojstva političkih protivnika. Obješen je u travnju 1979. godine.
Kći mu je bila poznata političarka i buduća premijerka Benazir Buto.

## Vanjske poveznice

### Mrežna mjesta
- Shaheed Bhutto's Official Web Site
- Pakistan Peoples Party Official Website
- Pakistan Peoples Party USA Official Website
- Bhutto Speeches Video (Only for broadband viewers)  Arhivirana inačica izvorne stranice od 28. rujna 2007. (Wayback Machine)
- Video clip speech of Prime Minister Z A Bhutto's after the Indian nuclear explosion of 1974  Arhivirana inačica izvorne stranice od 1. prosinca 2007. (Wayback Machine)
- Video in UN Security Council
- Audio---History Channel
- Zulfikar Ali Bhutto founder of Pakistan Peoples Party  Arhivirana inačica izvorne stranice od 30. prosinca 2007. (Wayback Machine)
- The Constitution of the Islamic Republic of Pakistan  Arhivirana inačica izvorne stranice od 7. rujna 2018. (Wayback Machine)
- Biography
- Video of Zulfikar Ali Bhutto  Arhivirana inačica izvorne stranice od 2. siječnja 2008. (Wayback Machine)
- Video news report after Bhutto's execution – BBC
- Alter Ego Productions: The Leopard and The Fox  Arhivirana inačica izvorne stranice od 20. kolovoza 2007. (Wayback Machine)
- Annotated bibliography for Zulfikar Ali Bhutto from the Alsos Digital Library for Nuclear Issues  Arhivirana inačica izvorne stranice od 5. svibnja 2010. (Wayback Machine)
- The Phenom; Shaheed Zulfiqar Ali Bhutto
- Tragedy of Zulfikar Ali Bhutto[neaktivna poveznica]

### Ostali projekti
|  | Zajednički poslužitelj ima stranicu o temi Zulfikar Ali Bhutto |